# Karl Radek
 (juillet 2021).
Compléments
Membre successivement de la Social-démocratie du royaume de Pologne et de Lituanie (1904 - juillet 1912), du Parti social-démocrate d'Allemagne (1908-1913) puis du Comité central du Parti communiste soviétique
Karl Radek (en russe : Карл Бернгардович Радек), né le 31 octobre 1885 à Lemberg et mort 19 mai 1939 à Verkhneouralsk, de son vrai nom Karol Sobelsohn, est un révolutionnaire bolchevique, dirigeant du Komintern.

## Un militant internationaliste
Radek est né à Lemberg, alors capitale du royaume de Galicie et de Lodomérie dépendante de l'Autriche-Hongrie (aujourd’hui Lviv en Ukraine). Sa formation ressemble beaucoup à celle de nombreux jeunes révolutionnaires qui joueront un rôle important dans les mouvements politiques du début du XXe siècle en Europe centrale. Son parcours est à rapprocher de ce point de vue de celui de Félix Dzerjinski, futur chef de la Tchéka bolchévique. Tous deux en effet par leurs origines sont emblématiques d’une identité multiple (lituanienne, polonaise, russe, allemande, autrichienne, aux frontières d’une Russie tsariste en butte au libéralisme politique de l’Autriche-Hongrie) qui les a d’une certaine manière éveillés à la politique. Radek et Dzerjinski incarnent par leur propre parcours ce passage étonnant du nationalisme polonais, vecteur de leur propre libération, à l’internationalisme prolétarien.
Ainsi, élevé au sein d’une famille ashkénaze moderniste assimilée, le jeune Sobelsohn est un polyglotte imprégné de culture nationale polonaise qui milite très jeune à l'université de Cracovie, alors un centre actif de contestation des monarchies autoritaires. Il rejoint ainsi dès 1901 – il a 16 ans – la SDKPiL, Social-démocratie du royaume de Pologne et de Lituanie fondée quelques années plus tôt (1899) et dirigée par Rosa Luxemburg et Leo Jogiches. Il adopte à cette époque le pseudonyme de « Radek » inspiré d’un personnage d’un livre que Stephan Zeromski a publié en 1898 en Pologne : Syzyfowe prace (Les Travaux de Sisyphe).
Après une période d’émigration en Suisse en 1903, Radek suit Rosa Luxemburg à Berlin où son goût pour l'écriture, sa pugnacité contre les adversaires, sa compétence dans les relations internationales, lui valent à la fois reconnaissance et méfiance de ses camarades. Il participe aux événements de 1905 à Varsovie qui dépend alors de l’Empire russe mais cette année-là, la SDKPiL se scinde en deux parties opposées. La première est dirigée par Luxemburg, Jogiches et Dzerjinski et la seconde par Hanecki et Radek. Les débats théoriques font rage. Ils animent les partis marxistes au gré des alliances et des scissions. À Varsovie, Radek a dirigé le Czerwony Sztandar, puis, après son arrestation rapidement suivie d'une évasion, retrouve l'Allemagne où il travaille, à partir de 1908, au Leipziger Volkszeitung. À Brême en 1911, dans les colonnes du Bremer Bürgerzeitung, il se fait remarquer par la violence de sa plume. L’audace de Radek fait qu’il s’autorise à croiser le fer, souvent avec succès, avec tous les dirigeants qui passent à sa portée dont August Bebel, Karl Kautsky – la critique retentissante de l'analyse de l'impérialisme du maître qu'il signe dans Die Neue Zeit en mai 1912 laisse des traces – ainsi que Rosa Luxemburg.
Personnalité tapageuse, Radek suscite des controverses qui ne se limitent pas toujours au seul débat politique. Il fait l’objet à partir de 1911 de plusieurs « jurys d’honneur » dont le prétexte, une accusation de vol, masque mal la volonté de ses adversaires de l’éliminer pour des agissements qui, selon eux, favoriseraient les dissensions au sein du parti. Placé à la tête d'un journal local à Göppingen, le Freie Volkszeitung, il suscite un scandale d'ampleur nationale en accusant l'exécutif d'être complice des manœuvres d'étranglement du quotidien. Cette affaire Radek qui secoue le monde social-démocrate connaît une première conclusion en août 1912, quand un tribunal révolutionnaire expulse Radek de la SDKPiL. La vindicte de Luxemburg et de Jogiches le poursuit jusqu’au SPD dont il était également membre. Au congrès d'Iéna l’année suivante, l'exclusion de Radek est prononcée, diligentée par Luxemburg auprès de l'exécutif allemand. Sorte de paria au sein du petit monde socialiste, sans la protection de son pseudonyme alors dévoilé, il réussit toutefois, peu après, à Paris, à être lavé de toutes ces accusations, le soutien appuyé de Lénine ayant été très efficace pour favoriser ce rétablissement. 
Réhabilité, bénéficiant du soutien des bolchéviques russes, Radek se réfugie en Suisse en 1914 pour échapper à la conscription de l’armée autrichienne. Il est alors proche des positions de Lénine, sans qu'il y ait totale convergence d'idées avec le leader bolchévique. Ainsi, en 1915, Lénine condamne ses positions sur l’autodétermination des nations ou la création d’une nouvelle Internationale. Quoi qu'il en soit, Radek participe à la conférence de Zimmerwald en septembre 1915 au titre des délégués polonais tandis que Lénine, Pavel Axelrod et Bobrov représentent la délégation russe. En avril de l’année suivante, à Kienthal, il prend part aux discussions visant à établir la paix en Europe et à préparer la révolution prolétarienne mondiale. Avec Lénine encore, il organise à Stockholm en septembre 1916 un bureau du Comité central chargé de la propagande révolutionnaire en Allemagne. En avril 1917, alors qu’il est retourné en Suisse, Radek fait partie du groupe de révolutionnaires autorisés par le Reich à traverser son territoire, de Zurich à la Baltique, en « wagon plombé », pour se rendre en Russie alors plongée dans les troubles depuis la révolution de Février. Arrivés à Pétrograd, les Bolchéviques lancent immédiatement des actions contre le gouvernement provisoire dirigé par le prince Lvov (Thèses d’avril de Lénine) soutenues, avec d’autres, par Radek, nommé alors vice-commissaire à la Propagande. Celui-ci prend une part active dans le développement des mouvements révolutionnaires qui éclatent en Europe orientale à partir d'octobre 1917 en tant que responsable de la politique étrangère du parti bolchevique. Par ailleurs, au début de 1918, comme d'autres militants, Radek appartient brièvement à la tendance « Communiste de gauche » opposée à la signature du traité de Brest-Litovsk. Il publie ainsi quelques articles dans l'éphémère journal Kommunist qui paraît en mars 1918.

## Une passion allemande et bolchévique
Le Parti communiste d'Allemagne est créé autour des spartakistes en décembre 1918. Radek, alors clandestin, est envoyé par Lénine comme premier «instructeur» dans une Allemagne en pleine révolution. Ce retour en force, avec l’appui bolchévique, du militant exclu prend toutes les apparences d'une revanche. Désigné «Mentor» du mouvement communiste allemand durant cinq années, Radek accompagne à Berlin les sinuosités de la politique étrangère de Moscou.
Ainsi, il prône parfois la prudence, considérant un soulèvement armé comme prématuré compte tenu du risque qu’il ferait courir pour le nouveau parti. Il maintient cette position durant la «Semaine sanglante» qui se termine par les assassinats de Rosa Luxemburg et de Karl Liebknecht en janvier 1919. En fuite, puis arrêté par la police allemande, c’est depuis sa cellule que Radek maintient ses liens avec le KPD. Dans son «salon», il suit les événements mais surtout prend des contacts précieux, parfois surprenants, avec tous les milieux politiques allemands.
L’Internationale communiste, fondée à Moscou en mars 1919 et dès lors dirigée par Zinoviev, installe des bureaux dans toute l’Europe et en premier lieu en Allemagne. Avec cet appui déterminant, Radek souhaite définir la ligne du KPD, médiane sinueuse entre un radicalisme hostile à tout compromis et l’arrangement avec les forces bourgeoises. Il craint à juste titre des scissions successives qui affaibliraient un KPD dès lors incapable d’incarner une révolution mondiale vitale à la Russie bolchévique plongée en pleine guerre civile. Ses variations tactiques seront parfois difficiles à suivre. Ainsi, face au putsch de Kapp en mars 1920, il oscille entre le soutien, la critique et l’attentisme. Pour autant, la réunification du KPD avec l’USPD menée par Paul Levi constitue la première phase de la construction d’un parti communiste de masse. Radek s’oppose aux velléités d’indépendance du parti allemand alors incarnées par son principal dirigeant, Paul Levi, bientôt démis de ses fonctions puis exclu du KPD. 
Face aux échecs de l’instauration d’un gouvernement révolutionnaire en Allemagne et à la consolidation du pouvoir soviétique, Radek définit une nouvelle stratégie, celle du « front uni » qui vise à internationaliser les mouvements ouvriers sur des mots d’ordre précis : refus du réarmement, rejet des dettes de guerre, opposition à l’occupation de la Ruhr, reconnaissance de la Russie soviétique, y compris par des alliances avec des partis de gauche non communistes. Avalisé par le Komintern, ce virage favorise une détente diplomatique qui permet en avril 1922 la signature du traité de Rapallo, événement diplomatique dans lequel Radek joue un rôle de tout premier plan. Signé par l’Allemagne et l'URSS en marge de la conférence de Gênes, il permet aux deux signataires de rompre l'isolement qu’ils connaissent l’un et l’autre après la Première Guerre mondiale et la prise de pouvoir par les bolcheviks. Le rôle de Radek, à la fois diplomate soviétique, porte-parole officieux du gouvernement de Moscou, «conseiller» du parti communiste allemand, a été très critiqué par la confusion des genres qu’il exprime, notamment par Trotski. 

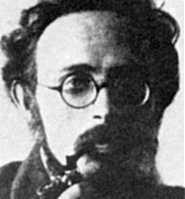
Karl Radek dans les années 1920

Incontestable succès, Rapallo est suivi un an plus tard d’un échec tout aussi retentissant pour le commissaire de l’IC en Allemagne. En janvier 1923, les Français occupent la Ruhr pour obliger l'ancien adversaire à payer ses réparations de guerre. Cette confiscation met les communistes au cœur d’une contradiction redoutable. Comment préserver les acquis de Rapallo pour le régime soviétique, maintenir l’unité du Komintern sur la stratégie du front uni et conserver un lien solide avec une classe ouvrière allemande ruinée par l’effondrement du mark et la hausse du chômage ? 
La position du Politburo va être, tout au long de cette année 1923 jusqu’à l’échec final, à la poursuite des événements, en dépit des efforts de Radek pour sauvegarder l’essentiel en conservant un œil très attentif sur des rapports de forces en évolution constante. La gauche du KPD défend activement au sein de l’appareil la préparation d’une action subversive. Radek tente de la contenir alors même qu’il n’est plus aussi sûr du bien-fondé de sa tactique du front uni comme le montrent certains de ses discours. En juillet, il essaie d’empêcher, avec le soutien de Staline, toute provocation intempestive de la part du KPD mais celui-ci rejette cette prudence en préparant la révolution qui semble alors imminente. En août, la nomination de Stresemann au poste de chancelier, dirigeant connu pour ses orientations pro-françaises, provoque aussitôt le revirement de Moscou. Radek et Piatakov sont envoyés en Allemagne avec comme mission l'appui au KPD dans ses projets d’insurrection. Leur arrivée leur donne l’occasion d’assister médusés à l’abandon, par les conjurés eux-mêmes, du projet de grève générale qui devait être le prélude à l’insurrection finale. Quelques jours plus tard, le 22 octobre, le putsch, lancé malgré tout, échoue piteusement après une tentative de démarrage à Hambourg. L’« Octobre allemand » n’a pas eu lieu. Cet échec qui ne saurait lui être reproché – si la tactique de front uni avait été maintenue, les positions du KPD auraient été conservées – vaut ensuite à Radek d’être rappelé à Moscou et d’être écarté de toute fonction officielle.

## Les derniers feux

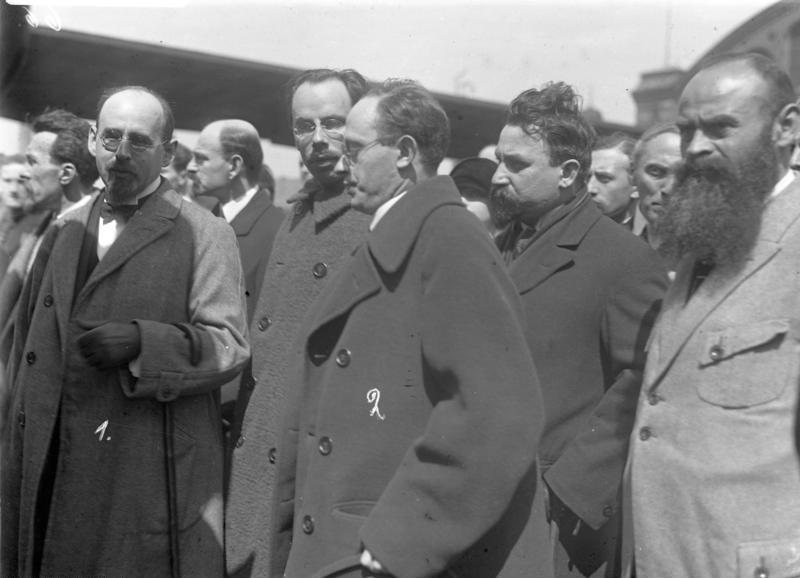
Karl Radek n'est pas admis en Suisse où il devait suivre la Conférence du désarmement de Genève pour Izvestia (Bundesarchiv)

L’échec allemand et la méfiance de Staline qui voit en lui, non sans raisons, un partisan de Trotski, provoquent en mai 1924 son exclusion du poste de secrétaire du Komintern et du Comité central du PCUS. Pour autant, cette mise à l’écart ne signale pas encore la fin de la vie politique de Radek, qui a déjà démontré ses qualités de résistance et d’habileté dans ce genre d’adversité. « Internationaliste » absolu, il bénéficie dans le parti d'un statut singulier qui ne l’implique pas totalement dans les luttes de succession alors même qu’il conserve une influence liée à sa grande expérience des questions internationales. Ainsi, certes exclu du CC, il se voit toutefois confier la formation des cadres du mouvement communiste chinois à l'université Sun Yat-sen de Moscou. Recteur en 1926, il y rencontre de futurs cadres de la révolution chinoise comme Deng Xiaoping et Liu Shaoqi. Malheureusement pour Radek, son passé trotskiste le rattrape peu de temps après. Alors que la lutte pour le pouvoir s’intensifie et qu’en même temps elle se clarifie au bénéfice de Staline et de ses alliés, il perd son poste après avoir été exclu du Parti en 1927. La fin de la politique soviétique en Chine joue un rôle dans cette sanction (échec de la mission Borodine). Il est aussitôt envoyé en résidence surveillée dans l’Oural.
La défaite de l'Internationale en Chine, sa mise à l’écart, offrent à Radek peu de solutions de rechange. Pourtant, là encore, il démontre des aptitudes de survie et de manœuvre assez exceptionnelles, si on excepte la qualité des moyens utilisés pour parvenir à ce résultat. Il réintègre le parti en janvier 1930 à force de capitulations, d’humiliations digérées, d’avanies réitérées - l’instinct de conservation comme la fidélité au parti se conjuguant sans doute pour lui faire accepter ces épreuves. Un des rares oppositionnels de gauche rallié au GenSek, Radek, pur politique, mesure bien la qualité des forces en présence dans le pays et le parti. Personne ne peut s’opposer sans risques au maître absolu du Kremlin. Il espère aussi, en restant proche du pouvoir, influencer les décisions, notamment en diplomatie. 
Les premiers pas sont modestes. Il rédige des articles secondaires dans des ouvrages collectifs, mais très vite, comme souvent, ses compétences éclatantes, sa connaissance acérée de l’étranger, son sens de la formule s’imposent et se mettent au service du grand « architecte de la société socialiste », selon la propre expression d’un Radek qui ne rechigne pas à la flagornerie envers Staline. Membre du bureau éditorial des Izvestia, il devient à partir de 1931 le commentateur majeur des événements internationaux, reconnu comme tel à l’étranger (où on le compare même à Walter Lippmann) Radek surtout devient très vite l'homme de la nouvelle politique soviétique en matière de relations internationales, avec comme clef de voûte la lutte antifasciste d'aspiration pacifique. 
Chargé du Bureau d’information internationale du Comité central du parti (BMI), Radek utilise cette mission à la limite de l’informel pour développer, de 1932 à 1934, de nouvelles relations entre l’URSS, la Pologne et l’Allemagne. Sa conception de la politique extérieure soviétique le pousse à rechercher, par des négociations avec les représentants de Pilsudski, une collaboration entre l’URSS et la Pologne basée sur l’anti-germanisme. Ces choix conduisent à faire de la Pologne, principal ennemi potentiel de l’URSS, un partenaire stratégique. La crise entre les deux pays survenue à la fin de 1933 (accord germano-polonais du 26 janvier 1934) marque la fin de l’influence de Radek. Sa dernière intervention d'importance sera sa collaboration active, en 1935, à la rédaction de la fameuse constitution soviétique de 1936, qualifiée par lui-même de « plus démocratique du monde » mais dont la réalité restera extrêmement éloignée de cette pieuse profession de foi.

## La fin dans l’oubli
À 53 ans, Karl Radek, héros du bolchévisme, meurt sous les coups anonymes de besprizorniki, enfants vagabonds produits indirects d'une « collectivisation » et d'une industrialisation dont la violence a bouleversé la société soviétique. Sa mort ne sera confirmée que bien plus tard. Des doutes étaient en effet apparus sur sa disparition, certains observateurs pensant qu’il avait encore joué un rôle auprès de Staline durant la Grande Guerre patriotique, le ton de l’incomparable propagandiste du pouvoir bolchévique semblant encore influencer les proclamations enflammées du maître du Kremlin.
Le parcours incroyablement riche de Radek, celui d'un pur « internationaliste » n'interdit pas, en dépit de sa variété, de penser qu'il a été dans ce monde socialiste en plein bouleversement un opposant éternel à tous les pouvoirs qui se présentaient à lui. Son esprit de contradiction, très développé, renforcé encore par une singulière force polémiste, lui a aliéné beaucoup de monde dès son entrée en politique, tout en l'exposant au risque d'une inadaptation croissante au système soviétique. 
Pour autant, ce travers a peut-être aussi constitué une sorte de défense qui explique ses surprenants rétablissements politiques au sein du monde stalinien. Phénix renaissant de ses échecs et de mises à l'écart successives, Radek possédait une compétence extrêmement précieuse, supérieure aux aspects discutables de son profil militant. Autrement dit, il était sans doute difficile de passer à côté de ses compétences, et d'abord pour Staline dont tous les témoignages indiquent qu'il était peu apte à maîtriser un jeu diplomatique classique dans lequel la rapidité d'analyse, la culture, la maîtrise des langues étrangères, constituent encore aujourd'hui des vertus absolues.
L'examen attentif des choix de Radek dans ce domaine prouve l'étendue d'une souplesse conceptuelle qui a été la source des critiques qui lui ont été adressées dès ses premiers pas dans le militantisme révolutionnaire. Il a en effet toujours défendu une certaine liberté de penser qui lui fait entrevoir des solutions paradoxales, opposées au dogmatisme de partis acharnés à défendre la ligne correcte à tout prix, y compris par des violences de toute nature. De ce point de vue, Radek ne pouvait être que suspect et non fiable. De tels revirements tactiques, même s'ils sont défendus avec logique et conviction, prennent toutes les apparences de la duplicité et du double jeu. Ils n'avaient probablement qu'un seul but, certes défendu avec une remarquable absence de scrupules, la victoire finale de la révolution soviétique.
Ainsi, Radek n'hésite pas à prôner une stratégie pragmatique, y compris au prix d'alliances avec des gouvernements bourgeois voire hostiles, comme l'a montré Rapallo, sa tactique de front uni avec l'Allemagne social-démocrate ou enfin le rapprochement esquissé avec la Pologne. Ce pacifisme, dont le lien avec Radek a été soigneusement oublié par le pouvoir soviétique, a pourtant été couramment mobilisé par l'URSS après la guerre contre ses adversaires occidentaux. L'oubli de son inventeur a été absolu dans toutes les publications communistes jusqu'à sa réhabilitation officielle en 1988. 
La fille de Radek s'est exprimée publiquement pour la première fois dans le magazine Ogonek au moment de la perestroïka mais, toutefois, peu d’informations ont réellement filtré sur sa vie privée. Diverses sources indiquent qu’il avait, au-delà de la politique pour laquelle il a payé un lourd tribut, trois passions déclarées : les femmes, le tabac et la littérature. Il a entretenu une liaison avec Larissa Reisner, entamée lors des événements d’Allemagne et qui s’est terminée brutalement par la mort de la jeune journaliste, du typhus, à Moscou en 1927. Sa passion des « belles secrétaires », et ses succès auprès d’elles, étonnaient les contemporains qui le considéraient comme plutôt laid. Son allure, en effet, ne contredisait pas cette affirmation. Négligé, de petite taille, plutôt maigre, Radek portait d’épaisses lunettes d’écaille voilant son regard de myope tandis qu'un collier de barbe non taillée encadrait son visage à l'inverse rasé de près. Le tout lui donnait l’air, selon Victor Serge, d’un « pirate de l'ancien temps ».